# Lucas Neill
Lucas Neill, född 9 mars 1978, är en australisk före detta fotbollsspelare som avslutade sin karriär i den engelska klubben Doncaster Rovers FC Han har även spelat i Millwall FC, Everton FC, West Ham United och Galatasaray och har hunnit med att vara kapten i Blackburn Rovers under flera säsonger. Hans moderklubb är Australian Institute of Sport. Lucas Neill är också Australienska landslagets kapten.
Lucas Neill var nära en övergång till Galatasaray SK redan i sommaren 2009 men stannade i England på grund av familjen, detta förklarade han i en intervju i Galatasarays officiella kanal.